# IIe Legerkorps (Unie)
De naam IIe Legerkorps (Tweede Korps) werd tijdens de Amerikaanse Burgeroorlog gedragen door vier verschillende legerkorpsen in het leger van Unie. Drie van deze eenheden echter werden kort na hun formatie heringedeeld of opgeheven; daarom wordt de naam traditioneel geassocieerd met het korps dat van 13 maart 1862 tot 28 juni 1865 deel uitmaakte van het Army of the Potomac (Leger van de Potomac).

## Tijdslijn bevelvoerders IIe Korps
| Bevelvoerder                                    | Start            | Einde            |
| ----------------------------------------------- | ---------------- | ---------------- |
| Brigadegeneraal/Generaal-majoor Edwin V. Sumner | 13 maart 1862    | 7 oktober 1862   |
| Generaal-majoor Darius N. Couch                 | 7 oktober 1862   | 26 december 1862 |
| Generaal-majoor John Sedgwick                   | 26 december 1862 | 26 januari 1863  |
| Generaal-majoor Oliver O. Howard                | 26 januari 1863  | 5 februari 1863  |
| Generaal-majoor Darius N. Couch                 | 5 februari 1863  | 22 mei 1863      |
| Generaal-majoor Winfield S. Hancock             | 22 mei 1863      | 1 juli 1863      |
| Brigadegeneraal John Gibbon                     | 1 juli 1863      | 2 juli 1863      |
| Generaal-majoor Winfield S. Hancock             | 2 juli 1863      | 3 juli 1863      |
| Brigadegeneraal William Hays                    | 3 juli 1863      | 16 augustus 1863 |
| Generaal-majoor Gouverneur Kemble Warren        | 16 augustus 1863 | 26 augustus 1863 |
| Brigadegeneraal John C. Caldwell                | 26 augustus 1863 | 2 september 1863 |
| Generaal-majoor Gouverneur K. Warren            | 2 september 1863 | 10 oktober 1863  |
| Brigadegeneraal John C. Caldwell                | 10 oktober 1863  | 12 oktober 1863  |
| Generaal-majoor Gouverneur K. Warren            | 12 oktober 1863  | 16 december 1863 |
| Brigadegeneraal John C. Caldwell                | 16 december 1863 | 29 december 1863 |
| Generaal-majoor Gouverneur K. Warren            | 29 december 1863 | 9 januari 1864   |
| Brigadegeneraal John C. Caldwell                | 9 januari 1864   | 15 januari 1864  |
| Generaal-majoor Gouverneur K. Warren            | 15 januari 1864  | 24 maart 1864    |
| Generaal-majoor Winfield S. Hancock             | 24 maart 1864    | 18 juni 1864     |
| Generaal-majoor David B. Birney                 | 18 juni 1864     | 27 juni 1864     |
| Generaal-majoor Winfield S. Hancock             | 27 juni 1864     | 26 november 1864 |
| Generaal-majoor Andrew A. Humphreys             | 26 november 1864 | 15 februari 1865 |
| Brigadegeneraal Gershom Mott                    | 15 februari 1865 | 17 februari 1865 |
| Brigadegeneraal Nelson A. Miles                 | 17 februari 1865 | 25 februari 1865 |
| Generaal-majoor Andrew A. Humphreys             | 25 februari 1865 | 22 april 1865    |
| Generaal-majoor Francis C. Barlow               | 22 april 1865    | 5 mei 1865       |
| Generaal-majoor Andrew A. Humphreys             | 5 mei 1865       | 9 juni 1865      |
| Brigadegeneraal Gershom Mott                    | 9 juni 1865      | 20 juni 1865     |
| Generaal-majoor Andrew A. Humphreys             | 20 juni 1865     | 28 juni 1865     |

## Organisatie
Het IIe Legerkorps was ingedeeld in drie divisies, op hun beurt verder verdeeld over vier (1e divisie) of drie (2e en 3e divisie) infanteriebrigades. Daarnaast had de korpscommandant ook een enkele gecentraliseerde artilleriebrigade te zijner beschikking.

## Overige IIe Legerkorpsen
| Oorspronkelijke classificatie          | Start             | Einde             | Heringedeeld als                     | Start             | Einde           |
| -------------------------------------- | ----------------- | ----------------- | ------------------------------------ | ----------------- | --------------- |
| Army of the Ohio IIe Korps (officieus) | 29 september 1862 | 24 oktober 1862   | Army of the Cumberland Linkervleugel | 24 oktober 1862   | 9 januari 1863  |
|                                        | 24 oktober 1862   | 9 januari 1863    | XXIe Korps                           | 9 januari 1863    | 10 oktober 1863 |
| Army of the Mississippi IIe Korps      | 4 januari 1963    | 12 januari 1863   | XVe Korps                            | 12 januari 1863   | 1 augustus 1865 |
| Army of Virginia IIe Korps             | 26 juni 1862      | 12 september 1862 | XIIe Korps                           | 12 september 1862 | 18 april 1864   |